# Домаха (Маріупольський район)
Домаха — село Нікольської селищної громади Маріупольського району Донецької області України. Відстань до центру громади становить близько 9 км і проходить автошляхом Т 0523.

## Населення
За даними перепису 2001 року населення села становило 133 особи, з них 70,68 % зазначили рідною мову українську та 29,32 %— російську.